# Han-sur-Nied
Han-sur-Nied är en kommun i departementet Moselle i regionen Grand Est (tidigare regionen Lorraine) i nordöstra Frankrike. Kommunen ligger i kantonen Faulquemont som tillhör arrondissementet Boulay-Moselle. År 2022 hade Han-sur-Nied 251 invånare.

## Befolkningsutveckling
Antalet invånare i kommunen Han-sur-Nied
| Referens: INSEE |